# Upper and Lower
Upper and Lower è un cortometraggio muto del 1922 scritto e diretto da Alf Goulding.
Fu il debutto sullo schermo per la diciottenne Betty May.

## Produzione
Il film fu prodotto dalla Century Film.

## Distribuzione
Distribuito dall'Universal Film Manufacturing Company, il film - un cortometraggio in due bobine - uscì nelle sale cinematografiche statunitensi il 1º marzo 1922.